# ヤナ・ポル
ヤナ・ポル（Jana Franziska Poll、1988年5月7日 - ）は、ドイツの女子バレーボール選手。ドイツ代表。

## 来歴
ジュニアのクラブチームであるUnion Meppenを経て、2005年、SCU Emlichheimに入団。2013年、ドイツ代表に初選出され、同年の欧州選手権で銀メダルを獲得した。2016年にギリシャリーグの名門パナシナイコスへ移籍した。そして2017年にギリシャのオリンピアコスに移った。

## 球歴
- 世界選手権 - 2018年
- 欧州選手権 - 2013年
- ワールドグランプリ - 2015年、2016年
- ヨーロッパチャレンジカップ - 2018年
- ギリシャ選手権 - 2018年
- ギリシャカップ - 2018年

## 所属クラブ
- SCU Emlichheim（2005-2008年）
- Alemannia Aachen（2008-2012年）
- Rote Raben Vilsbiburg（2012–2013年）
- シュヴェリーンSC（2013-2015年）
- VT Aurubis Hamburg （2015–2016年）
- パナシナイコス（2016-2017年）
- オリンピアコス（2017-2018年）
- アリアンツ MTV シュトゥットガルト（2018-2019年）
- VolAlto 2.0 Caserta（2019-2020年）
- Ladies in Black Aachen（2020-2023年）
- SCU Emlichheim（2023-）